# Ioana Raluca Olaruová

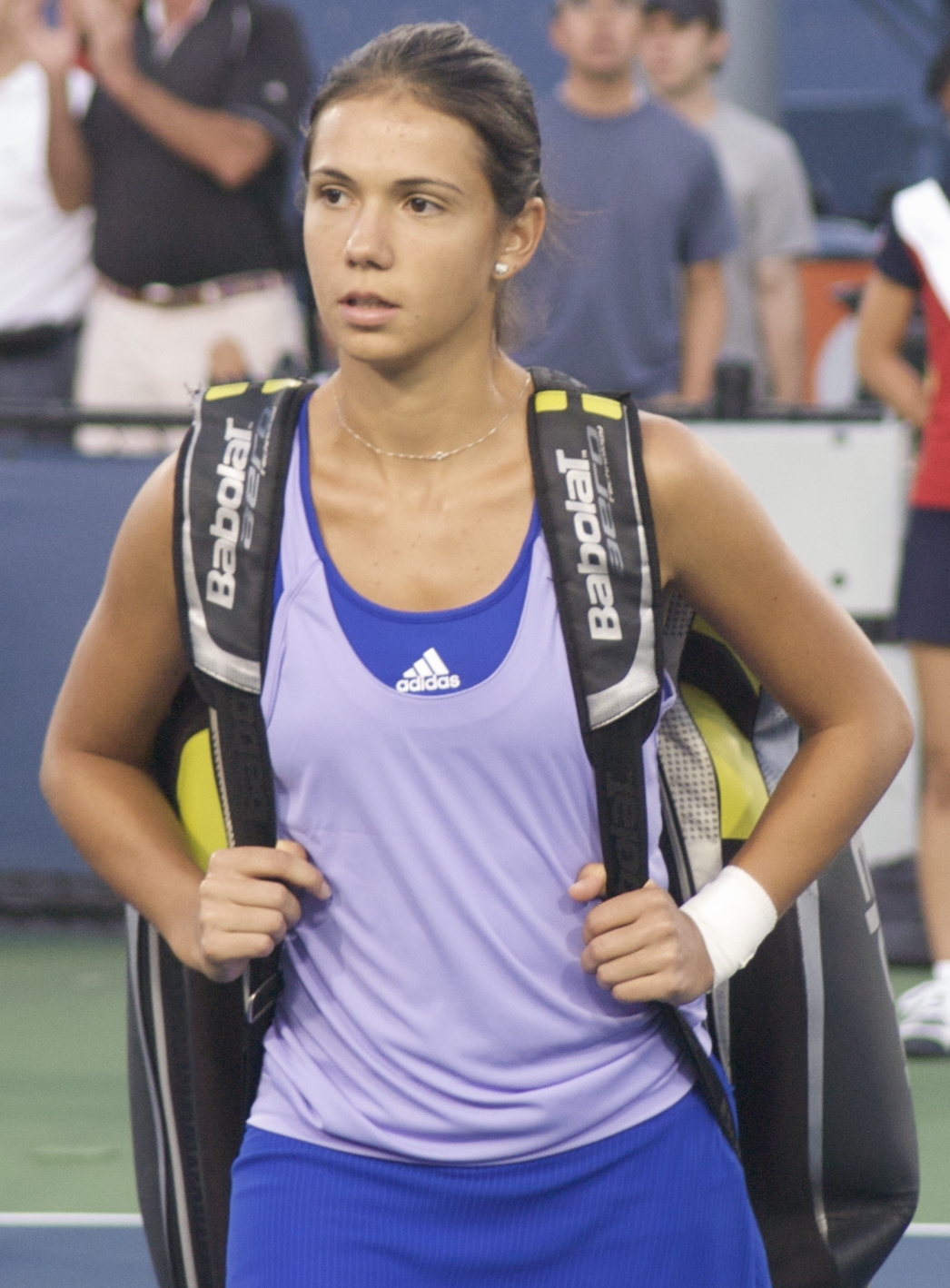
Olaruová na US Open 2009

Ioana Raluca Olaruová (* 3. března 1989 Bukurešť) je rumunská tenistka, která se profesionálkou stala v sezóně 2003. Ve své dosavadní kariéře na okruhu WTA Tour vyhrála jedenáct deblových turnajů. V rámci okruhu ITF získala jedenáct titulů ve dvouhře a patnáct ve čtyřhře. V juniorské čtyřhře US Open 2006 triumfovala v páru s krajankou Mihaelou Buzărnescuovou.
Na žebříčku WTA byla ve dvouhře nejvýše klasifikována v červenci 2009 na 53. místě a ve čtyřhře pak v srpnu 2017 na 32. místě. Trénuje ji Artěmon Apostu Jefremov. Dříve tuto roli plnil Silviu Zancu.
V rumunském fedcupovém týmu debutovala v roce 2007 utkáním základního bloku 1. skupiny zóny Evropy a Afriky proti Nizozemsku, v němž uhrála jediný bod družstva, když ve druhém setu dvouhry skrečovala její soupeřka Michaëlla Krajiceková. Následně prohrály s Niculescuovou čtyřhru. Do dubna 2021 v soutěži nastoupila k čtrnácti mezistátním utkáním s bilancí 3–3 ve dvouhře a 3–8 ve čtyřhře.
Rumunsko reprezentovala na Letních olympijských hrách 2016 v Riu de Janeiru, kde s Andreeou Mituovou obdržely divokou kartu ITF do ženské čtyřhry. Ve druhém kole však podlehly pozdějším ruským olympijským vítězkám Jekatěrině Makarovové a Jeleně Vesninové.

## Tenisová kariéra

### Juniorská kariéra
V juniorské kategorii si zahrála tři finále grandslamových turnajů.
V boji o singlový titul na French Open 2005 ji hladce zdolala maďarská juniorka Ágnes Szávayová. Na stejném grandslamu pak odešla poražena také z finále čtyřhry, když s Kazaškou Aminou Rachimovou podlehly bělorusko-maďarskému páru Viktoria Azarenková a Ágnes Szávayová po třísetovém průběhu.
Na grandslamový titul přesto dosáhla, když ve finále čtyřhry na US Open 2006 zdolaly s krajankou Mihaelou Buzărnescuovou kanadsko-ruskou dvojici Sharon Fichmanová a Anastasija Pavljučenkovová ve dvou setech.

### Ženský tenis
V seniorském tenise se na grandslamu nejdále probojovala do třetího kola ve dvouhře French Open 2007, kde nejdříve vyřadila ukrajinskou turnajovou třicítku Julii Vakulenkovou. Ve druhém kole přešla přes Bělorusku Taťánu Pučekovou, aby následně nestačila na sedmou nasazenou Srbku a pozdější finalistku Anu Ivanovićovou.
Premiérový titul na okruhu WTA Tour si připsala na uzbeckém Tashkent Open 2008, když s Ukrajinkou Olgou Savčukovou zdolaly v finále čtyřhry rusko-německý pár Nina Bratčikovová a Kathrin Wörleová po rovnocenném rozdělení prvních dvou sad 5–7, 7–5, až v supertiebreaku poměrem míčů [10–7]. Další deblový triumf přidala v průběhu sezóny 2011 po boku další Ukrajinky Marii Korytcevové na acapulském Abierto Mexicano Telcel 2011, kde porazily španělskou dvojici Arantxa Parraová Santonjaová a Lourdes Domínguezová Linová opět až v supertiebreaku [10–7].
Třetí turnajovou trofej doplnila po boku Rusky Valerie Solovjovové na úvodním ročníku Nürnberger Versicherungscup 2013 probíhajícím v červnu na antuce, kde zvládly finálový duel proti zkušenému páru Anna-Lena Grönefeldová a Květa Peschkeová nejtěsnějším dvoubodovým rozdílem v supertiebreaku [11–9].

## Soukromý život
Narodila se v revolučním roku 1989 v rumunské metropoli Bukurešti, kde také žije. Tenis začala hrát v sedmi letech. Rodiče Adrian a Doina Olaruovi provozují obchod se spotřebitelským zbožím. Sestra Cristina Olaruová je o šestnáct let starší a bydlí v Londýně.

## Finále na okruhu WTA Tour
| Legenda                                          |
| ------------------------------------------------ |
| D – dvouhra; Č – čtyřhra                         |
| Grand Slam (0)                                   |
| Turnaj mistryň (0)                               |
| Premier Mandatory & Premier 5 / WTA 1000 (0–1 Č) |
| Premier / WTA 500 (1–2 Č)                        |
| International / WTA 250 (1–0 D; 10–10 Č)         |

### Dvouhra: 1 (0–1)
| Stav       | č. | datum             | turnaj                | povrch | soupeřka ve finále | výsledek |
| ---------- | -- | ----------------- | --------------------- | ------ | ------------------ | -------- |
| Finalistka | 1. | 26. července 2009 | Bad Gastein, Rakousko | antuka | Andrea Petkovicová | 2–6, 3–6 |

### Čtyřhra: 24 (11–13)
| Stav       | č.  | datum             | turnaj                 | povrch     | spoluhráčka           | soupeřky ve finále                                 | výsledek              |
| ---------- | --- | ----------------- | ---------------------- | ---------- | --------------------- | -------------------------------------------------- | --------------------- |
| Finalistka | 1.  | 5. července 2008  | Budapešť, Maďarsko     | antuka     | Vanessa Henkeová      | Alizé Cornetová Janette Husárová                   | 7–6(7–5), 1–6, [6–10] |
| Vítězka    | 1.  | 5. října 2008     | Taškent, Uzbekistán    | tvrdý      | Olga Savčuková        | Nina Bratčikovová Kathrin Wörleová                 | 5–7, 7–5, [10–7]      |
| Vítězka    | 2.  | 26. února 2011    | Acapulco, Mexiko       | tvrdý      | Maria Korytcevová     | Arantxa Parra Santonjaová Lourdes Domínguez Linová | 5–7, 7–5, [10–7]      |
| Finalistka | 2.  | 14. dubna 2013    | Katovice, Polsko       | antuka (h) | Valerija Solovjovová  | Lara Arruabarrenová Lourdes Domínguezová Linová    | 4–6, 5–7              |
| Vítězka    | 3.  | 15. června 2013   | Norimberk, Německo     | antuka     | Valerija Solovjovová  | Anna-Lena Grönefeldová Květa Peschkeová            | 2–6, 7–6(7–3), [11–9] |
| Finalistka | 3.  | 24. května 2014   | Norimberk, Německo     | antuka     | Šachar Pe'erová       | Michaëlla Krajiceková Karolína Plíšková            | 0–6, 6–4, [6–10]      |
| Finalistka | 4.  | 27. července 2014 | Baku, Ázerbájdžán      | tvrdý      | Šachar Pe'erová       | Alexandra Panovová Heather Watsonová               | 2-6, 6-7(3-7)         |
| Vítězka    | 4.  | 12. října 2014    | Linec, Rakousko        | tvrdý (h)  | Anna Tatišviliová     | Annika Becková Caroline Garciaová                  | 6-2, 6-1              |
| Finalistka | 5.  | 23. května 2015   | Norimberk, Německo (2) | antuka     | Lara Arruabarrenová   | Čan Chao-čching Anabel Medina Garriguesová         | 4–6, 6–7(5–7)         |
| Finalistka | 6.  | 29. dubna 2016    | Rabat, Maroko          | antuka     | Tatjana Mariová       | Xenia Knollová Aleksandra Krunićová                | 3–6, 0–6              |
| Vítězka    | 5.  | 1. října 2016     | Taškent, Uzbekistan    | tvrdý      | İpek Soyluová         | Demi Schuursová Renata Voráčová                    | 7–5, 6–3              |
| Finalistka | 7.  | 7. ledna 2017     | Šen-čen, ČLR           | tvrdý      | Olga Savčuková        | Andrea Hlaváčková Pcheng Šuaj                      | 1–6, 5–7              |
| Vítězka    | 6.  | 14. ledna 2017    | Hobart, Austrálie      | tvrdý      | Olga Savčuková        | Gabriela Dabrowská Jang Čao-süan                   | 0-6, 6-4, [10-5]      |
| Vítězka    | 7.  | 23. července 2017 | Bukurešť, Rumunsko     | antuka     | Irina-Camelia Beguová | Elise Mertensová Demi Schuursová                   | 6–3, 6–3              |
| Vítězka    | 8.  | 4. května 2018    | Rabat, Maroko          | antuka     | Anna Blinkovová       | Georgina García Pérezová Fanny Stollárová          | 6–4, 6–4              |
| Vítězka    | 9.  | 26. května 2018   | Štrasburk, Francie     | antuka     | Mihaela Buzărnescuová | Nadija Kičenoková Anastasia Rodionovová            | 7–5, 7–5              |
| Finalistka | 8.  | 29. září 2018     | Taškent, Uzbekistán    | tvrdý      | Irina-Camelia Beguová | Olga Danilovićová Tamara Zidanšeková               | 5–7, 3–6              |
| Finalistka | 9.  | 19. října 2018    | Moskva, Rusko          | tvrdý (h)  | Darija Juraková       | Alexandra Panovová Laura Siegemundová              | 2–6, 6–7(2–7)         |
| Finalistka | 10. | 16. srpna 2020    | Praha, Česko           | antuka     | Monica Niculescuová   | Lucie Hradecká Kristýna Plíšková                   | 2–6, 2–6              |
| Finalistka | 11. | 20. září 2020     | Řím, Itálie            | antuka     | Anna-Lena Friedsamová | Sie Šu-wej Barbora Strýcová                        | 2–6, 2–6              |
| Vítězka    | 10. | 21. března 2021   | Petrohrad, Rusko       | tvrdý (h)  | Nadija Kičenoková     | Kaitlyn Christianová Sabrina Santamariová          | 2–6, 6–3, [10–8]      |
| Finalistka | 12. | 26. června 2021   | Bad Homburg, Německo   | tráva      | Nadija Kičenoková     | Darija Juraková Andreja Klepačová                  | 3–6, 1–6              |
| Vítězka    | 11. | 28. srpna 2021    | Chicago, Spojené státy | tvrdý      | Nadija Kičenoková     | Ljudmyla Kičenoková Makoto Ninomijová              | 7–6(8–6), 5–7, [10–8] |
| Finalistka | 13. | 23. října 2021    | Moskva, Rusko          | tvrdý (h)  | Nadija Kičenoková     | Jeļena Ostapenková Kateřina Siniaková              | 2–6, 6–4, [8–10]      |

## Finále na juniorce Grand Slamu

### Dvouhra juniorek: 1 (0–1)
| Stav       | č. | rok  | turnaj      | povrch | soupeřka ve finále | výsledek |
| ---------- | -- | ---- | ----------- | ------ | ------------------ | -------- |
| Finalistka | 1. | 2005 | French Open | antuka | Ágnes Szávayová    | 2–6, 1–6 |

### Čtyřhra juniorek: 2 (1–1)
| Stav       | č. | rok  | turnaj      | povrch | spoluhráčka           | soupeřky ve finále                           | výsledek      |
| ---------- | -- | ---- | ----------- | ------ | --------------------- | -------------------------------------------- | ------------- |
| Finalistka | 1. | 2005 | French Open | antuka | Amina Rachimová       | Ágnes Szávayová Viktoria Azarenková          | 6–4, 4–6, 0–6 |
| Vítězka    | 1. | 2006 | US Open     | tvrdý  | Mihaela Buzărnescuová | Sharon Fichmanová Anastasija Pavljučenkovová | 7–5, 6–2      |

## Postavení na konečném žebříčku WTA

### Dvouhra
| Rok    | 2004 | 2005   | 2006   | 2007  | 2008   | 2009  | 2010   | 2011   | 2012   | 2013   | 2014   | 2015–2020 |
| Pořadí | 766. | ▲ 509. | ▲ 311. | ▲ 56. | ▼ 126. | ▲ 73. | ▲ 182. | ▼ 247. | ▬ 247. | ▼ 359. | ▼ 773. | —         |

### Čtyřhra
| Rok    | 2004 | 2005   | 2006   | 2007   | 2008   | 2009  | 2010  | 2011   | 2012   | 2013  | 2014  | 2015  | 2016  | 2017  | 2018  | 2019  | 2020  |
| Pořadí | 587. | ▼ 600. | ▲ 344. | ▼ 413. | ▲ 154. | ▲ 96. | ▲ 92. | ▼ 122. | ▼ 129. | ▲ 73. | ▲ 55. | ▲ 54. | ▼ 73. | ▲ 36. | ▼ 44. | ▼ 48. | ▲ 43. |